# 마티외 카리에
마티외 카리에(Mathieu Carrière, 1950년 8월 2일 ~ )는 독일의 배우이다.

## 출연 작품
- 포레스트 헌터스 워 (2019)
- 삶을 위해 (2014)
- 마운틴 블러드 (2010)
- 스페셜 트리트먼트 (2010)
- 더 디스펜서블 (2009)
- 넌 혼자가 아냐 (2007)
- 저스틴 (2005)
- 칼리의 저주 (2004)
- 아르센 루팡 (2004)
- 루터 (2003)
- 크리스토퍼 콜럼버스 (1992)
- 사랑의 용기 (1992)
- 말리나 (1991)
- 정원사의 이중 생활 (1991)
- 불멸의 록 허드슨 (1990)
- 도박사와 유부녀 (1989)
- 지하철에서 생긴 일 (1988)
- 킬러 (1987)
- 요한 스트라우스 (1986)
- 부둣가의 비밀 (1984)
- 여신의 늪 (1981)
- 비행사의 아내 (1980)
- 빌리티스 (1977)
- 비밀의 연인 (1976)
- 인디아 송 (1975)
- 샤롯테 (1974)
- 돈 쥬앙 73 (1973)
- 젊은 토르레스 (1966)